# Kunzea affinis
Kunzea affinis är en myrtenväxtart som beskrevs av Spencer Le Marchant Moore. Kunzea affinis ingår i släktet Kunzea och familjen myrtenväxter. Inga underarter finns listade i Catalogue of Life.